# Louis Besson (meteorologo)

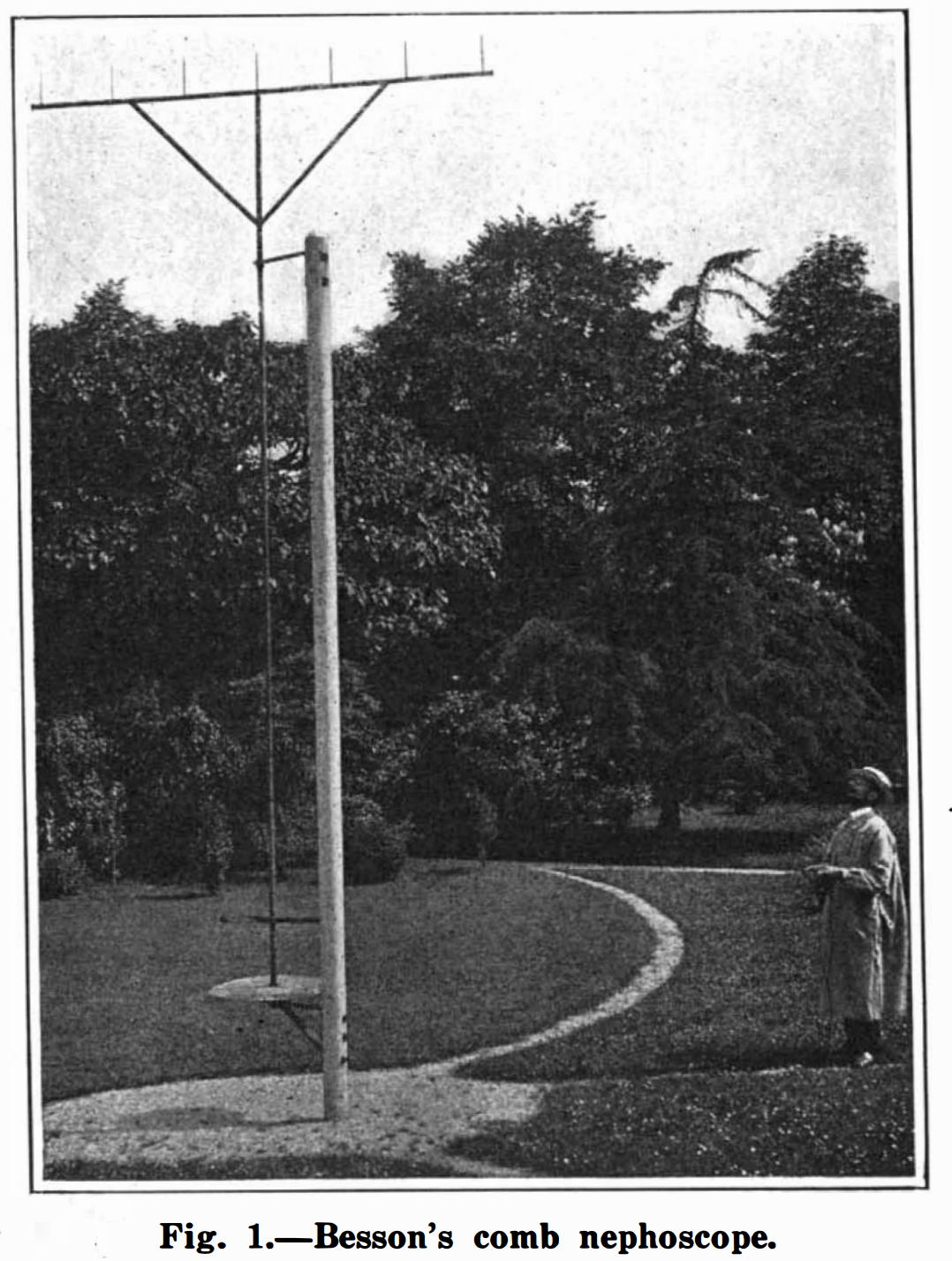
Nefoscopio a rastrello di Louis Besson

Louis Besson (Parigi, 28 febbraio 1872 – Neuilly-le-Réal, 4 gennaio 1944) è stato un fisico e meteorologo francese.

## Biografia
Dopo aver frequentato il liceo, Besson si iscrisse alla facoltà di Scienze dell'Università di Parigi e si laureò in matematica e fisica. Nel 1893 entrò alla stazione meteorologica della Tour Saint-Jacques a Parigi e nel 1897 divenne vice capo del Servizio meteorologico della città di Parigi, allora ubicato al Parc Montsouris e diretto da Jacques Jaubert. Nel 1909 Besson conseguì a Parigi il dottorato in fisica. Durante la prima guerra mondiale prestò servizio come ufficiale di artiglieria. Tornato alla vita civile, divenne capo del Servizio meteorologico di Parigi. In seguito, senza lasciare l'attività di direttore del servizio parigino, collaborò con l'Ufficio meteorologico nazionale francese, diretto dal generale Emile Delcambre, che chiese a Besson di organizzare il servizio nazionale di climatologia. Nel 1937 Besson si ritirò dall'attività per limiti di età.
Besson è ricordato soprattutto per avere inventato nel 1897 un nuovo tipo di nefoscopio, il cosiddetto nefoscopio a rastrello, che nel 1900 fu collocato al Parc Montsouris.